# Fußballnationalmannschaft von Trinidad und Tobago/Weltmeisterschaften
Der Artikel beinhaltet eine ausführliche Darstellung der Fußballnationalmannschaft von Trinidad und Tobago bei Fußball-Weltmeisterschaften. Die Fußballnationalmannschaft von Trinidad und Tobago nahm bisher erst einmal an einer Weltmeisterschaftsendrunde teil. Trinidad und Tobago löste 2006 das mehr als doppelt so große Jamaika als bisher flächenmäßig kleinsten WM-Teilnehmer ab.

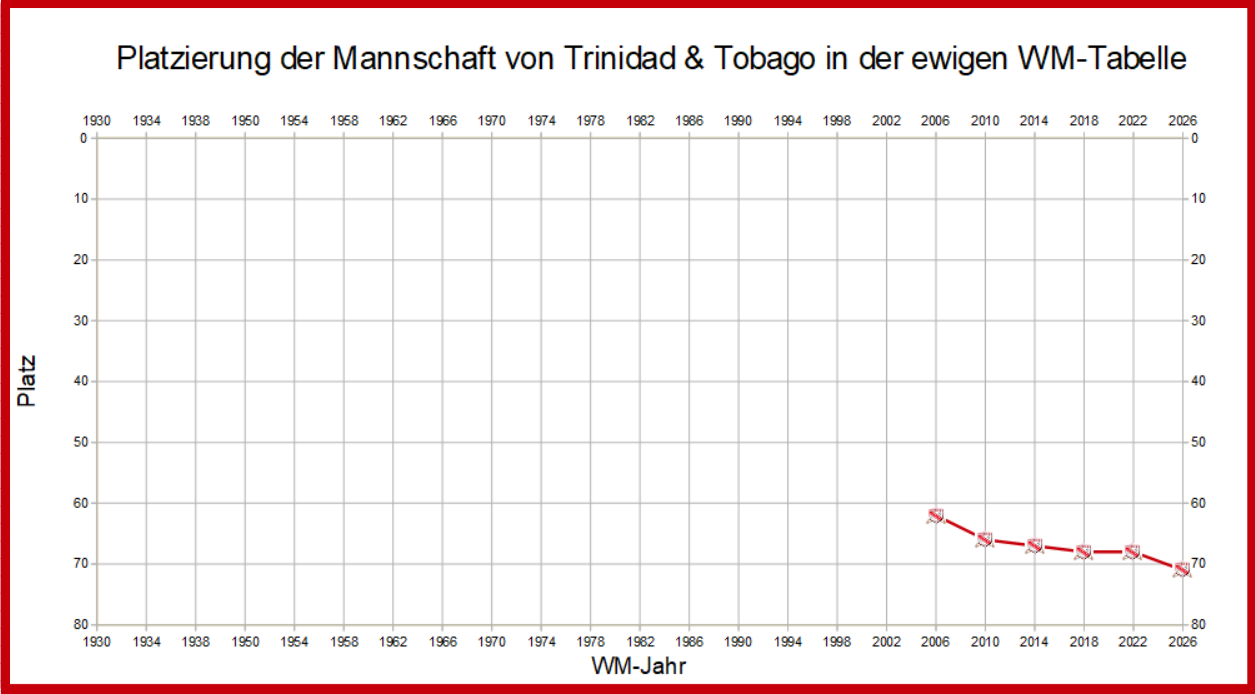
Platzierung der Mannschaft von Trinidad und Tobago in der ewigen WM-Tabelle

## Überblick
Trinidad und Tobago nahm seit dem FIFA-Beitritt 1964 13-mal an der Qualifikation für eine WM teil. In der ewigen Tabelle der WM-Endrundenteilnehmer belegt Trinidad und Tobago den 67. Platz.
| Jahr | Gastgeberland  | Teilnahme bis …    | Letzte(r) Gegner            | Ergebnis | Trainer        | Bemerkungen und Besonderheiten |
| ---- | -------------- | ------------------ | --------------------------- | -------- | -------------- | --- |
| 1930 | Uruguay        | nicht teilgenommen |                             |          |                | Kein selbständiger Staat |
| 1934 | Italien        | nicht teilgenommen |                             |          |                | Kein selbständiger Staat |
| 1938 | Frankreich     | nicht teilgenommen |                             |          |                | Kein selbständiger Staat |
| 1950 | Brasilien      | nicht teilgenommen |                             |          |                | Kein selbständiger Staat |
| 1954 | Schweiz        | nicht teilgenommen |                             |          |                | Kein selbständiger Staat |
| 1958 | Schweden       | nicht teilgenommen |                             |          |                | Kein selbständiger Staat |
| 1962 | Chile          | nicht teilgenommen |                             |          |                | Kein FIFA-Mitglied |
| 1966 | England        | nicht qualifiziert |                             |          |                | In der Qualifikation in der Vorrunde an Costa Rica gescheitert, das sich ebenfalls nicht qualifizieren konnte. |
| 1970 | Mexiko         | nicht qualifiziert |                             |          |                | In der Qualifikation in der Gruppenphase an Haiti gescheitert, das sich ebenfalls nicht qualifizieren konnte. |
| 1974 | Deutschland    | nicht qualifiziert |                             |          |                | In der Qualifikation in der 2. Runde wieder an Haiti gescheitert. |
| 1978 | Argentinien    | nicht qualifiziert |                             |          |                | In der Qualifikation in der 2. Runde der Karibikzone nach Entscheidungsspiel an Suriname gescheitert, das sich ebenfalls nicht qualifizieren konnte. |
| 1982 | Spanien        | nicht qualifiziert |                             |          |                | In der Qualifikation in der Karibik-Gruppe B wieder an Haiti gescheitert, das sich ebenfalls nicht qualifizieren konnte. |
| 1986 | Mexiko         | nicht qualifiziert |                             |          |                | In der Qualifikation in der 2. Runde an Costa Rica gescheitert, das sich ebenfalls nicht qualifizieren konnte. |
| 1990 | Italien        | nicht qualifiziert |                             |          |                | In der Qualifikation in der Endrunde wieder an Costa Rica und den USA gescheitert. |
| 1994 | USA            | nicht qualifiziert |                             |          |                | In der Qualifikation in der 1. Runde der Gruppe „Karibik 2“ an Jamaika gescheitert, das sich ebenfalls nicht qualifizieren konnte. |
| 1998 | Frankreich     | nicht qualifiziert |                             |          |                | In der Qualifikation in der Halbfinalrunde wieder an Costa Rica, das sich ebenfalls nicht qualifizieren konnte, und den USA gescheitert. |
| 2002 | Südkorea/Japan | nicht qualifiziert |                             |          |                | In der Qualifikation in der CONCACAF Finalrunde als Gruppenletzter gescheitert. |
| 2006 | Deutschland    | Vorrunde           | Schweden, England, Paraguay | 27.      | Leo Beenhakker | Nach einem Remis (gegen Schweden) und zwei Niederlagen als Gruppenletzter ausgeschieden. |
| 2010 | Südafrika      | nicht qualifiziert |                             |          |                | In der Qualifikation in der 4. Runde als Gruppenletzter gescheitert. |
| 2014 | Brasilien      | nicht qualifiziert |                             |          |                | In der Qualifikation in der 2. Runde an Guyana gescheitert. |
| 2018 | Russland       | nicht qualifiziert |                             |          |                | In der Qualifikation musste die Mannschaft erst in der vierten Runde eingreifen und traf auf die USA, St. Vincent und die Grenadinen sowie Guatemala. Als Gruppenzweiter wurde die fünfte Runde gegen Costa Rica, Honduras, Mexiko, Panama und erneut die USA erreicht, in der die Mannschaft als Gruppenletzte scheiterte. |
| 2022 | Katar          | nicht qualifiziert |                             |          |                | In der Qualifikation traf die Mannschaft in der ersten Runde auf die Bahamas, Guyana, Puerto Rico und St. Kitts und Nevis. Nach einem Sieg und zwei Remis hatte die Mannschaft keine Chance mehr sich für die zweite Runde zu qualifizieren.                                                                                |

### Weltmeisterschaften 1930 bis 1962
Trinidad wurde 1797 von den Briten besetzt und im Frieden von Paris ging 1814 ging auch Tobago in den Besitz von Großbritannien über. Erst 1958 wurde Trinidad und Tobago unabhängig von Großbritannien und Teil der Westindischen Föderation. Die Föderation zerbrach 1962 und am 31. August wurde Trinidad und Tobago endgültig unabhängig. Die Trinidad and Tobago Football Association war zwar bereits 1908 gegründet worden, aber erst nach der Unabhängigkeit 1964 in die FIFA aufgenommen worden. Daher konnte Trinidad und Tobago nicht an den ersten sieben WM-Turnieren teilnehmen.

### Weltmeisterschaft 1966 in England
An der Qualifikation für die WM in England nahmen Trinidad und Tobago dann erstmals teil. Am 7. Februar 1965 bestritt die Mannschaft in Port of Spain ihr erstes WM-Qualifikationsspiel gegen Suriname und gewann mit 4:1. Danach folgten zwei Niederlagen gegen Costa Rica und eine Niederlage gegen Suriname, womit Trinidad und Tobago als Gruppenletzter ausschied. Costa Rica scheiterte anschließend in der Finalrunde an Mexiko.

### Weltmeisterschaft 1970 in Mexiko
Da Mexiko für die WM im eigenen Land automatisch qualifiziert war, stand den CONCACAF-Mannschaften ein weiterer Startplatz zu. Um diesen bewarben sich 12 Mannschaften. Trinidad und Tobago scheiterten schon in der 1. Runde an Haiti und Guatemala, die sich aber auch beide nicht für die WM qualifizieren konnten. Verspielt wurde die Qualifikation in den ersten drei Spielen, die zweimal 0:4 und einmal 0:0 ausgingen. Der 4:2-Sieg in Haiti war danach bedeutungslos.

### Weltmeisterschaft 1974 in Deutschland
Auch für die erste WM in Deutschland konnte sich Trinidad und Tobago nicht qualifizieren. Zwar konnte sich die Mannschaft in der 1. Runde der Qualifikation gegen Suriname sowie Antigua und Barbuda durchsetzen und in der zweiten Runde bei einem Turner in Port-au-Prince (Haiti) den zweiten Platz vor Mexiko belegen. Da den CONCACAF-Mannschaften diesmal aber wieder nur ein Startplatz bei der Endrunde zustand, ging dieser an Haiti, das den Heimvorteil genutzt hatte und sich damit überraschend zum bisher einzigen Mal qualifizierte und in Deutschland die Italiener überraschte.

### Weltmeisterschaft 1978 in Argentinien
Für die WM in Argentinien konnte sich Trinidad und Tobago ebenfalls nicht qualifizieren. In der 1. Runde der Qualifikation setzte sich die Mannschaft noch in drei Spielen (1:2, 1:0 und 3:1) gegen Barbados durch. In der zweiten scheitertes sie dann aber nach 300 Spielminuten (1:1, 2:2 und 2:3 n. V.) an Suriname, das sich aber dann auch nicht qualifizieren konnte.

### Weltmeisterschaft 1982 in Spanien
In der Qualifikation für die WM in Spanien, für die den CONCACAF-Mannschaften nach Aufstockung des Teilnehmerfeldes nun wieder zwei Startplätze zustanden, scheiterte Trinidad und Tobago in der 1. Runde in der Karibik-Gruppe B an Haiti und den Niederländischen Antillen, da in vier Spielen nur ein Tor erzielt werden konnte.

### Weltmeisterschaft 1986 in Mexiko
Die Qualifikation zur zweiten WM in Mexiko, für die den CONCACAF-Mannschaften neben Gastgeber Mexiko nur ein weiterer Startplatz zugebilligt wurde, lief dann nicht besser. Da Grenada in der ersten Runde nicht antrat, erreichte Trinidad und Tobago kampflos die zweite Runde. In dieser konnte sich die Mannschaft nicht gegen Costa Rica und die USA durchsetzen. Gruppensieger Costa Rica scheiterte dann aber in der letzten Runde an Kanada, das sich damit zum ersten und bisher einzigen Mal für die WM-Endrunde qualifizierte.

### Weltmeisterschaft 1990 in Italien
Die Qualifikation zur zweiten WM in Italien verlief etwas erfolgreicher. In der Vorausscheidungsrunde setzte sich die Mannschaft mit 4:0 und 1:0 gegen Guyana durch. In der CONCACAF - Endrunde, die gleichzeitig als CONCACAF-Nations-Cup 1989 ausgetragen wurde, setzten sich Costa Rica und die USA aber gegen Trinidad & Tobago sowie Guatemala und El Salvador durch. Damit nahm Costa Rica zum ersten Mal überhaupt und die USA zum ersten Mal seit 1950 wieder an der WM teil. Beide profitierten auch davon, dass Mexiko, das bei einem Junioren-Turnier ältere Spieler eingesetzt hatte, von der FIFA suspendiert worden war.

### Weltmeisterschaft 1994 in den Vereinigten Staaten
In der Qualifikation für die WM in den USA setzte sich Trinidad und Tobago in der 1. Runde zunächst mit 2:1 und 3:0 gegen Barbados durch, scheiterte dann aber an Jamaika, da das Heimspiel mit 1:2 verloren wurde und im Auswärtsspiel nur ein 1:1 gelang. Jamaika scheiterte dann aber in der 2. Runde ebenfalls.

### Weltmeisterschaft 1998 in Frankreich
In der Qualifikation für die zweite WM in Frankreich, für die den CONCACAF-Mannschaften nun drei Startplätze zugestanden wurden, konnte sich Trinidad & Tobago auch nicht qualifizieren. Zunächst profitieren sie zwar davon, dass Bermuda zurückzog und gewannen auch zweimal (4:1 und 8:0) gegen die Dominikanische Republik, aber in der Halbfinalrunde belegten sie hinter den USA, Costa Rica und Guatemala nur den letzten Platz, wobei sie nur im Heimspiel gegen Guatemala einen Punkt gewannen. Neben den USA und Mexiko konnte sich überraschend Jamaika zum ersten Mal für die WM-Endrunde qualifizieren.

### Weltmeisterschaft 2002 in Japan und Südkorea
Die Qualifikation für die erste WM in Asien verlief dann wieder wie zuvor. In der ersten Runde wurden die Niederländischen Antillen mit 5:0 und 1:1 ausgeschaltet, dann die Dominikanische Republik mit 3:0 und 1:0, sowie Haiti mit 3:1 und 1:1. In der CONCACAF Zwischenrunde belegte Trinidad & Tobago dann sogar den ersten Platz vor Mexiko, Kanada und Panama. Die CONCACAF Finalrunde war dann aber wieder Endstation für Trinidad & Tobago. Costa Rica gewann mit 6 Punkten Vorsprung vor Mexiko und den USA, die sich ebenfalls qualifizierten. Honduras, Jamaika und Trinidad & Tobago – als Gruppenletzter – hatten das Nachsehen.

### Weltmeisterschaft 2006 in Deutschland

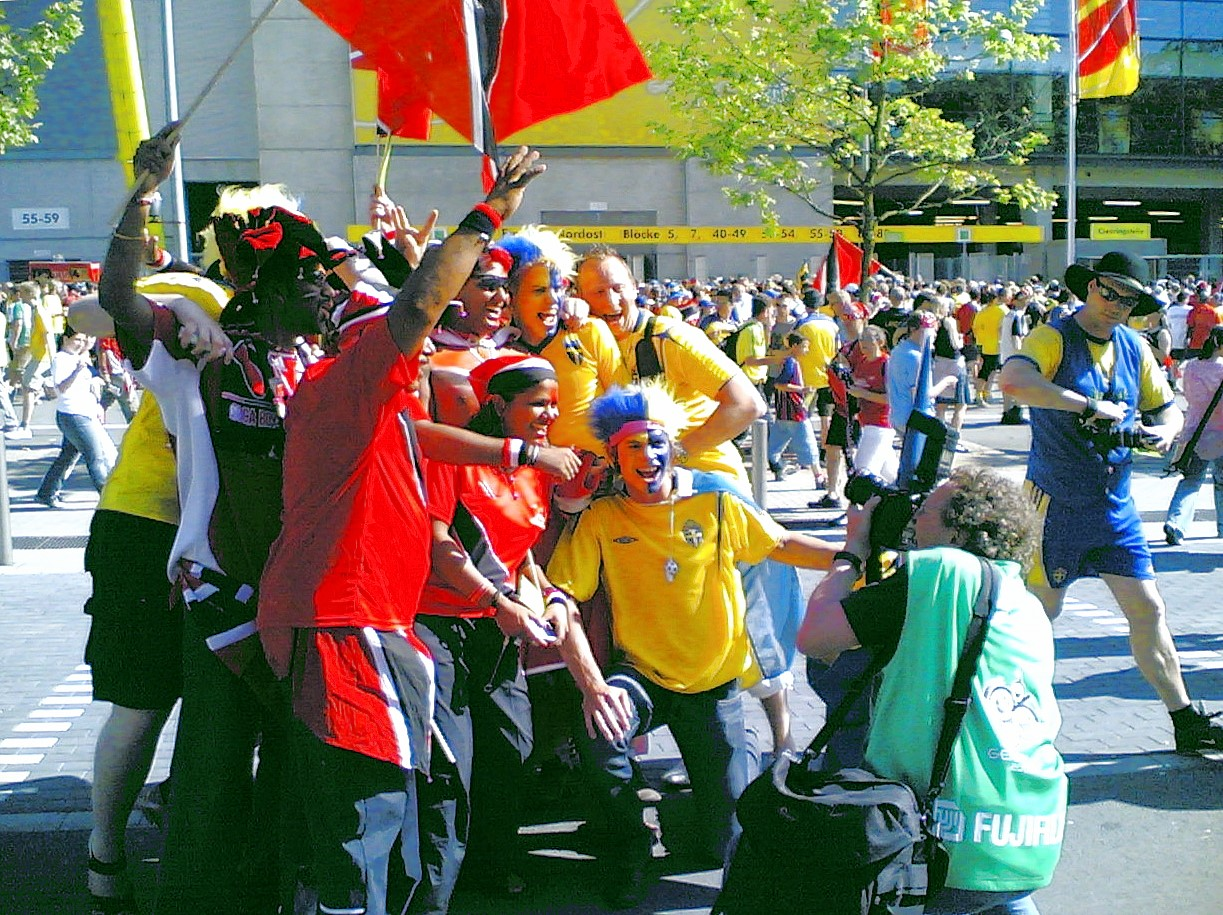
Fans aus Trinidad & Tobago und Schweden vor dem Spiel in Dortmund

Für die zweite WM in Deutschland gelang dann endlich die Qualifikation. In die Qualifikation ging der Karibikstaat unter Bertille St. Clair und begann wieder mit zwei Siegen (2:0 und 4:0) gegen die Dominikanische Republik in der zweiten Runde. Die dritte Runde schloss die Mannschaft auf dem zweiten Platz hinter Mexiko ab vor St. Vincent und die Grenadinen sowie St. Kitts und Nevis, wobei nur die beiden Spiele gegen Mexiko verloren wurden, alle anderen aber gewonnen werden konnten. In der vierten Runde startete die Mannschaft mit zwei Niederlagen und einem Remis. Im Mai 2005 übernahm dann Leo Beenhakker den Trainerposten. Unter ihm wurde dann hinter den USA, Mexiko und Costa Rica, die sich damit direkt qualifizierten, noch der vierte Platz vor Guatemala und Panama belegt. Dieser berechtigte Trinidad & Tobago zur Teilnahme an den Interkontinentalen Playoffspielen. In diesen traf die Mannschaft am 12. November 2005 in Port of Spain auf Bahrain, erreichte aber nur ein 1:1. Im Rückspiel vier Tage später in Manama gelang aber ein 1:0-Sieg und damit die erste Qualifikation für die WM-Endrunde.
In Deutschland wurde die Mannschaft in eine Gruppe mit Schweden, England und Paraguay gelost. Die WM begann aber unglücklich. Beim Aufwärmen zum Auftaktspiel gegen Schweden verletzte sich Torhüter Kelvin Jack, der gegen Bahrain durch eine artistische Parade kurz vor dem Schlusspfiff die Qualifikation gerettet hatte. Shaka Hislop ersetzte ihn, kassierte zwar kein Tor, aber seinen Mitspielern gelang gegen den Ersatztorhüter des Gegners – auch dessen Stammtorhüter hatte sich beim Aufwärmen verletzt – auch kein Tor. Damit hatte Trinidad & Tobago aber den ersten WM-Punkt gewonnen, obwohl sie aufgrund der Gelb-Roten Karte für Avery John 44 Minuten in Unterzahl spielen mussten. Im zweiten Spiel gegen England hielten sie auch 82 Minuten das 0:0. Dann gelang Peter Crouch durch einen unfairen Einsatz, indem er Brent Sancho an den Haaren zog, das 1:0 für den Favoriten. In der Nachspielzeit erhöhte Steven Gerrard dann noch auf 2:0 für die Engländer. Mit demselben Ergebnis endete dann das Spiel gegen Paraguay, womit sich die Mannschaft aus der Karibik für mindestens 12 Jahre von der WM-Bühne verabschiedete. Mit dem Vorrundenaus endete die Amtszeit von Leo Beenhakker und er übernahm die Polnische Fußballnationalmannschaft, die er zur ersten EM-Teilnahme führte.

### Weltmeisterschaft 2010 in Südafrika
Für die erste WM in Afrika konnte sich Trinidad & Tobago dann wieder nicht qualifizieren. Die Qualifikation begann für Trinidad & Tobago in der zweiten Runde mit einer 1:2-Heimniederlage gegen Bermuda. Diese konnte aber durch einen 2:0-Auswärtssieg kompensiert werden. Die dritte Runde wurde zusammen mit den USA erfolgreich gegen Guatemala und Kuba abgeschlossen, wobei nur in den USA verloren wurde. In der vierten Runde wurde aber nur Platz 6 hinter den USA, Mexiko, Honduras, Costa Rica und El Salvador belegt. Die ersten drei qualifizierten sich wieder direkt, Costa Rica scheiterte in den Interkontinental-Playoffs an Uruguay.

### Weltmeisterschaft 2014 in Brasilien
Für die zweite WM in Brasilien konnte sich Trinidad & Tobago dann auch nicht qualifizieren. Bereits in der zweiten Runde, für die Trinidad & Tobago automatisch qualifiziert war, scheiterte die Mannschaft an Guyana. Nur Bermuda und Barbados konnten auf die Plätze verwiesen werden. Guyana scheiterte dann in der dritten Runde.

### Weltmeisterschaft 2018 in Russland
In der Qualifikation für die WM in Russland musste Trinidad & Tobago erst in der vierten Runde eingreifen. Gegner waren dann ab November 2015 die USA, St. Vincent und die Grenadinen und Guatemala. Mit drei Siegen, zwei Remis und einer Niederlage erreichte die Mannschaft die fünfte Runde. Hier traf die Mannschaft auf Costa Rica, Honduras, Mexiko, Panama und erneut die USA. Nach neun von zehn Spielen lag die Mannschaft auf dem letzten Platz der Gruppe und hatte vor dem letzten Spiel sieben Punkte Rückstand auf den vierten Platz, der zu Playoffs gegen den Fünften der AFC-Qualifikation berechtigt. Damit war eine erneute WM-Teilnahme nicht mehr möglich. Durch einen Sieg im letzten Spiel gegen die USA wurde aber auch den US-Amerikanern der Weg nach Russland verbaut.

### Weltmeisterschaft 2022 in Katar
In der Qualifikation traf die Mannschaft in der ersten Runde auf die Bahamas, Guyana, Puerto Rico und St. Kitts und Nevis. Dabei spielte die Mannschaft in der Dominikanischen Republik gegen Guyana und St. Kitts und Nevis sowie auswärts gegen die Bahamas und Puerto Rico. Die Spiele fanden wegen der COVID-19-Pandemie erst im März und Juni 2021 statt. Zwar wurde das erste Spiel gegen Guyana mit 3:0 gewonnen, dann folgten aber zwei Remis gegen Puerto Rico und die Bahamas, so dass die Mannschaft vor dem letzten Spiel gegen St. Kitts und Nevis keine Chance mehr hatte sich zu qualifizieren, da St. Kitts und Nevis die ersten drei Spiele gewonnen hatte. Der Sieg gegen St. Kitts und Nevis änderte daran auch nichts mehr. St. Kitts und Nevis verlor dann in der zweiten Runde beide Spiele gegen El Salvador.

## Rangliste der Spieler mit den meisten Einsätzen
01. Chris Birchall, Carlos Edwards, Cornell Glen, Stern John, Dennis Lawrence, Brent Sancho, Densill Theobald, Evans Wise und Dwight Yorke - 3 Einsätze bei einem Turnier

## Rangliste der Spieler mit den meisten WM-Toren
- Bisher keiner.

## Bei Weltmeisterschaften gesperrte Spieler
- 2006: Avery John erhielt im ersten WM-Spiel die Gelb-Roten Karte und war für das 2. Spiel gesperrt. Aurtis Whitley hatte im dritten Gruppenspiel die zweite Gelbe Karte erhalten, da die Mannschaft ausschied, hatte sie keinen Effekt.

## Anteil der im Ausland spielenden Spieler im WM-Kader
Bei der bisher einzigen Teilnahme wurden bis auf David Atiba Charles (kein Einsatz), Cyd Gray, Aurtis Whitley und Anthony Wolfe (kein Einsatz), nur im Ausland spielende Spieler berufen. Die meisten spielten in England (9, davon drei in England geborene Spieler) und Schottland (6) - davon einige in unterklassigen Ligen, die anderen spielten in Australien (1), Deutschland (1) und den USA (2).

## Spiele
- Trinidad & Tobago bestritt bisher drei WM-Spiele. Davon wurden zwei verloren und eins endete remis.
- Trinidad & Tobago nahm dabei nicht am Eröffnungsspiel gegen den Gastgeber teil, spielte nicht gegen den späteren Weltmeister oder Titelverteidiger und auch nicht gegen WM-Neulinge. Die Niederlage gegen Paraguay ist die höchste gegen Paraguay.

| Alle WM-Spiele |            |          |          |          |                      |                                  |
| Nr.            | Datum      | Gegner   | Ergebnis | Anlass   | Austragungsort       | Bemerkung                        |
| 1              | 10.06.2006 | Schweden | 0:0      | Vorrunde | Dortmund (DEU)       |                                  |
| 2              | 15.06.2006 | England  | 0:2      | Vorrunde | Nürnberg (DEU)       | Erstes Länderspiel gegen England |
| 3              | 20.06.2006 | Paraguay | 0:2      | Vorrunde | Kaiserslautern (DEU) |                                  |

## Negativrekorde
- Trinidad und Tobago gehört zu den vier der bisher 80 WM-Endrundenteilnehmer, die bisher noch kein Tor erzielten. Alle nahmen erst an einem WM-Endrundenturnier teil: Niederländisch-Indien (1938), Zaire (1974), China (2002) sowie Trinidad und Tobago (2006). Trinidad und Tobago konnte aber als einzige dieser Mannschaften einen Punkt gewinnen.